# Jurassic World: Odrodzenie
Jurassic World: Odrodzenie (ang. Jurassic World: Rebirth) – amerykański film fantastycznonaukowy z 2025 roku w reżyserii Garetha Edwardsa. Siódma odsłona serii zapoczątkowanej przez Park Jurajski.
Scenariusz filmu napisał David Koepp, zaś producentami byli Frank Marshall i Pat Crowley. Steven Spielberg, Jim Spencer oraz Denis L. Stewart pełnili funkcje producentów wykonawczych.  

## Fabuła
Pięć lat po wydarzeniach z filmu Jurassic World: Dominion populacja dinozaurów na Ziemi znacząco się zmniejszyła. Ocalałe sztuki w większości skupiły się w tropikalnych rejonach okołorównikowych. Jednym z sanktuariów prehistorycznych gadów jest Wyspa Świętego Huberta, na której InGen prowadził niegdyś eksperymenty na sklonowanych przez siebie zwierzętach.
Firma farmaceutyczna ParkerGenix zamierza pozyskać materiał genetyczny od trzech ogromnych gadów: tytanozaura, mozazaura i kecalkoatla, aby wykorzystać go do stworzenia rewolucyjnego leku na choroby kardiologiczne. W tym celu przedstawiciel firmy, Martin Krebs, rekrutuje paleontologa Henry'ego Loomisa (Jonathan Bailey) oraz najemników Zorę Bennett (Scarlett Johansson) i Duncana Kincaida (Mahershala Ali) do wyprawy na Wyspę Świętego Huberta. Po drodze ekipa ratuje grupę rozbitków - Reubena Delgado (Manuel Garcia-Rulfo), jego dwie córki i chłopaka jednej z nich. Wkrótce potem bohaterowie zostają zaatakowani przez żyjące na Wyspie drapieżniki.

## Obsada
| Rola             | Aktor               | Polski dubbing       |
| ---------------- | ------------------- | -------------------- |
| Zora Bennett     | Scarlett Johansson  | Wiktoria Gorodeckaja |
| dr Henry Loomis  | Jonathan Bailey     | Piotr Bajtlik        |
| Duncan Kincaid   | Mahershala Ali      | Robert Jarociński    |
| Martin Krebs     | Rupert Friend       | Dawid Dziarkowski    |
| Reuben Delgado   | Manuel Garcia-Rulfo | Piotr Grabowski      |
| Teresa Delgado   | Luna Blaise         | Julia Totoszko       |
| Isabella Delgado | Audrina Miranda     | Łucja Dobrogowska    |
| Bobby Atwater    | Ed Skrein           | Michał Mikołajczak   |
| Nina             | Philippine Velge    | Julia Chatys         |
| Leclerc          | Bechir Sylvain      | Paweł Peterman       |

## Odbiór

### Wyniki finansowe
Przy budżecie szacowanym na 180-200 mln dolarów, film zarobił na całym świecie około 800 mln. 

### Recenzje
Film spotkał się z mieszanym odbiorem ze strony krytyków. Peter Bradshaw z magazynu The Guardian wydał filmowi pozytywną opinię, określając go jako "powrót do formy" dla serii Jurassic World. Innego zdania była Caryn James z BBC, sugerując, że Odrodzenie jest najsłabszą dotychczas odsłoną cyklu. Ian Freer z Empire określił film jako dobrą rozrywkę, która nie próbuje jednak niczego nowego, zaś Tim Robey z magazynu The Telegraph nazwał go najlepszym z całej serii od czasu pierwszego Parku Jurajskiego.
W internetowym agregatorze Rotten Tomatoes 50% recenzji dziennikarzy zostało uznanych za pozytywne. 